# Waldemar Korycki
Waldemar Aleksander Korycki (ur. 11 sierpnia 1946 w Wierzchowie Pomorskim) – polski lekkoatleta.
Specjalizował się w biegu na 400 metrów. Startował w tej konkurencji na mistrzostwach Europy w 1971 w Helsinkach, gdzie dotarł do półfinału, w którym nie wystartował. Za to w sztafecie 4 × 400 metrów zdobył wraz z kolegami (Andrzej Badeński, Jan Balachowski, Jan Werner) wicemistrzostwo Europy.
Korycki zdobywał także medale na halowych mistrzostwach Europy. W EIH w Madrycie (1968) zwyciężył wraz z Badeńskim, Balachowskim i Wernerem w sztafecie 4 × 2 okrążenia, a z Dudziakiem, Badeńskim i Borowskim zajął 2. miejsce w sztafecie 1+2+3+4 okrążenia. Złote medale w sztafecie 4 × 2 okrążenia zdobywał także na mistrzostwach w Sofii (1971) i Grenoble (1972) (również z Balachowskim, Badeńskim i Wernerem).
Był rezerwowym zawodnikiem w sztafecie 4 × 400 metrów podczas igrzysk olimpijskich w 1972 w Monachium.
Był klubowym rekordzistą Polski w sztafecie 4 x 400 metrów. Jedenaście razy wystąpił w meczach reprezentacji Polski (1 zwycięstwo indywidualne).
Czterokrotnie zdobywał mistrzostwo Polski w sztafecie 4 × 400 metrów (w 1967, 1968, 1970 i 1971), dwukrotnie był wicemistrzem Polski w tej konkurencji (w 1966 i 1973). Był również brązowym medalistą na 400 metrów indywidualnie (w 1971) i w sztafecie 4 × 100 metrów (w 1966). Wszystkie medale zdobył w barwach Zawiszy Bydgoszcz.
Rekordy życiowe:
- bieg na 200 metrów – 21,2 s (1968)
- bieg na 400 metrów – 46,2 s (1971)

Reprezentował kluby MKS Bydgoszcz (1953-1965) i Zawisza Bydgoszcz (1965-1973).